# 横山義則
横山 義則（よこやま よしのり、1965年（昭和40年）11月2日 - ）は、東北放送報道部記者・ニュースキャスター、岩手めんこいテレビアナウンサーを務めた。

## 略歴・人物
宮城県古川市（現・大崎市）出身。宮城県古川高等学校卒業後、早稲田大学入学。卒業後の1991年に岩手めんこいテレビへ開局とともに入社。ニュース番組のキャスターやバラエティ番組の司会などで活躍し、1995年には当時同局アナウンサーだった熊谷麻衣子（同郷で、2002年以降は圭三プロダクション所属のフリーアナウンサー、サンドウィッチマン伊達みきお夫人）らと共に企画ユニット『NORTH EAST×MAI』を結成、当時のヒット曲「DA・YO・NE」の仙台弁バージョン「DA・CHA・NE（だっちゃね）」をリリースした事もあった（横山はGAKUの役回り）。
その後、2001年に地元局の東北放送へ報道記者として移籍。一時期は番組進行もしていた。後に総務局専任部長、東京支社報道部長、東北映像取締役ドローン事業部長も歴任。

## 歴代担当番組
岩手めんこいテレビ時代
- mitスーパータイム
- mitザ・ヒューマン
- mitスーパーニュース
- 土曜は見っと!
- 100万人の競馬

東北放送時代
- グッデイみやぎ（テレビ）
- ウォッチン!みやぎ（テレビ）
- サンデーニュースチェック（ラジオ、解説）
- Nスタみやぎ（テレビ）
- 単発番組（デジタル化関連）のMC